# Philippe de Buck
Pour les articles homonymes, voir Buck.
Philippe de Buck (nom usuel du baron Philippe de Buck van Overstraeten), né le 5 novembre 1947 à Gand, est le secrétaire général de BusinessEurope (anciennement UNICE) depuis 2002. En 2009, son titre s'est mué en celui de « directeur général ». 
Pendant ses études, il était membre de la Conférence Olivaint de Belgique.